# Amplitude Studios
Amplitude Studios est un studio français de développement de jeux vidéo basé à Paris. Fondée en 2010 par deux anciens d'Ubisoft, l'entreprise a été rachetée par Sega en 2016. Elle devient à nouveau indépendante en 2024.

## Histoire
Le studio est fondé en 2010 par Romain de Waubert et Mathieu Girard, tous deux anciens développeurs chez Ubisoft. Vétérans de l'industrie, ayant chacun participé au développement de plusieurs jeux, ils choisissent le 4X pour leur premier jeu Endless Space qui sort en 2012. Il s'est vendu à environ 800 000 exemplaires selon Romain de Waubert.
Après le succès de ce premier jeu à l'échelle galactique, Amplitude reste dans l'univers de Endless avec son second jeu, mais en passant à l’échelle planétaire avec Endless Legend qui sort début 2014, et qui est lui aussi un succès tant commercial que critique. Fin 2014, le studio parisien met un terme à sa trilogie avec Dungeon of the Endless, un titre mélangeant les genres tower defense et rogue-like.
En 2015, Amplitude Studios annonce la sortie de Endless Space 2 pour début 2016.
En juillet 2016, Amplitude Studios est acquis par Sega pour un montant non dévoilé, pour se développer au niveau communauté comme au niveau des moyens de production,,.
En août 2019 durant la Gamescom, Amplitude Studios annonce son prochain jeu, Humankind.
En décembre 2020, le studio dévoile Endless Dungeon, successeur de Dungeon of the Endless.
En novembre 2024, Amplitude Studios annonce redevenir un studio indépendant, l'actionnariat étant désormais détenu par les employés du groupe.

## L'univers Endless
Endless se déroule dans un univers où une race techniquement très avancée a disparu, laissant derrière elle une mystérieuse et très puissante substance surnommée la brume. Cette dernière donne de fabuleux pouvoirs à ceux qui l'absorbent, les transformant en héros capables de commander des armées ou de diriger des administrations. Objet de toutes les convoitises, cette brume est donc l'enjeu de conflits incessants entre les huit races qui cohabitent dans cette partie de l'univers.

## Jeux développés
| Titre                  | Année de sortie | Plates-formes                                                       | Éditeur           |
| ---------------------- | --------------- | ------------------------------------------------------------------- | ----------------- |
| Endless Space          | 2012            | Microsoft Windows, OS X                                             | Amplitude Studios |
| Endless Legend         | 2014            | Microsoft Windows, OS X                                             | Amplitude Studios |
| Dungeon of the Endless | 2014            | Microsoft Windows, OS X, Xbox One, iOS                              | Amplitude Studios |
| Endless Space 2        | 2017            | Microsoft Windows, MacOS                                            | Sega              |
| Humankind              | 2021            | Microsoft Windows, MacOS, Google Stadia                             | Sega              |
| Endless Dungeon        | 2023            | Microsoft Windows, MacOS, Xbox Series, PlayStation 4, PlayStation 5 | Sega              |

## Technologie
Les jeux Amplitude utilisent le moteur Unity, pour lequel ils ont obtenu de nombreuses récompenses.
Le studio développe sa propre plateforme de distribution Game2gether, fondée sur la production participative (crowdsourcing) pour que les joueurs donnent leur avis sur les fonctionnalités qu'ils veulent voir implémentées dans le jeu.